# 佳能 EOS 30D
佳能 EOS 30D是佳能在2006年2月21日推出的一款820万像素的数码单镜反光相机，是佳能 EOS 20D的后续产品，之后被佳能 EOS 40D替代。它支持佳能EF接环镜头和佳能EF-S接环镜头，为APS-C画幅的数码单反相机。